# クロスロード (テレビドラマ)
『クロスロード』（Cross Road）は、NHK BSプレミアムで放送されている日本の連続テレビドラマシリーズ。舘ひろしと神田正輝のダブル主演。
第1シリーズ『クロスロード』が、NHK BSプレミアムの「特集ドラマ」として2016年2月25日から3月31日まで放送。連続6回。
第2シリーズ『クロスロード〜声なきに聞き形なきに見よ〜』（クロスロード こえなきにききかたちなきにみよ）が、NHK BSプレミアムの「プレミアムドラマ」枠で2017年5月28日から7月2日まで放送。連続6回。
第3シリーズ『クロスロード3 群衆の正義』（クロスロード ぐんしゅうのせいぎ）が、NHK BSプレミアムの「プレミアムドラマ」枠で2018年12月2日から 12月23日 まで放送。連続4回。

## あらすじ
第1シリーズ
東京西部、多摩丘陵の火葬場建設予定地から白骨遺体が発見される。鑑定の結果、現場から見つかった遺留品の一部が、15年前の未解決強盗殺人事件の遺留品と一致し、青梅中央署に捜査本部が設置される。

青梅中央署警務課に勤める尾関辰郎は、かつて本庁の捜査一課に在籍したベテラン刑事だった。しかし、25年前の冤罪事件による懲罰人事により左遷されてしまった。まだ辞められないと黙々と勤務を続け、定年まであと2年となっていた。一方、冤罪事件をスクープしたかつての敏腕記者・板垣公平は、多摩地域のニュースを扱う地方紙「たま多摩新聞」の記者となり、火葬場建設に反対する住民運動の取材をしていたが、白骨発見の報を受け、青梅中央署へ向かう。かつて親しい間柄だった尾関と板垣は、冤罪事件を境に袂を分かっていたが、白骨事件により、25年ぶりの再会を果たす。

第2シリーズ
やるせない結果に終わった多摩白骨事件から1年、定年まで1年となった尾関は大森臨港署の署長に請われて、同署刑事課に異動となった。だが、肝心のその署長は辞令により別の署へ異動、新たに着任した署長は尾関の「上の命令に背いた」過去に目をつけ、その動向を注視していた。多摩川河川敷で女性の遺体が見つかり、彼女が宿泊していたホテルから幼い少女が発見される。被害者は偽名でホテルに宿泊し、複数の男性を部屋に連れ込んでいたという。所持品から身元は判明したが、戸籍に子供の記載はなく、少女は保護施設へと預けられる。

第3シリーズ

## 登場人物

### 主要人物
尾関 辰郎
演 - 舘ひろし
青梅中央署 警務課 警部補（第1シリーズ）→大森臨港署 刑事課（第2シリーズ）→同 警務課（第3シリーズ）。58歳。元捜査一課刑事。妻・幸子（さちこ、古村比呂）を17年前に亡くして以来、茗荷谷の向心坂マンションに一人暮らし。25年前に誤認逮捕による冤罪事件をマスコミにリークした懲罰人事により左遷され、通勤に2時間かかる遠隔地勤務を続けている。
板垣 公平
演 - 神田正輝
たま多摩新聞記者（第1シリーズ）→フリージャーナリスト（第2、3シリーズ）。大手新聞記者を経て、フリーランスの記者として週刊誌で数々のスクープを上げた。尾関が漏らした捜査情報を記事にし、冤罪事件をスクープした。たま多摩新聞が廃刊となり、フリージャーナリストとなる。

### 板垣家
板垣 恭子
演 - 高島礼子
公平の妻。清掃業のパートをしている。第2シリーズでは脳溢血で倒れた父親の世話のため、築地の実家で暮らしている。
板垣 泉
演 - 北乃きい
公平の娘。役者を目指す劇団員。実家からの援助を受けない約束で、大学をやめる了承を得た。生活のためにクラブでバイトをしている。
板垣 智
演 - 山口翔悟
公平の息子、泉の兄。3年前に出版社を辞めて、現在は花屋「緑の館」店員（第1シリーズ）。花屋が閉店し、植物の栽培の勉強のために南アフリカへ渡る（第2シリーズ）。

### 青梅中央署（第1シリーズ）
殿村 隆宏
演 - 徳重聡
青梅中央署 署長。
駒田
演 - 石井愃一
青梅中央署 副署長。

### 大森臨港署（第2シリーズ）
津山 浩太郎
演 - 勝野洋
大森臨港署長。
田中 啓介
演 - 神田穣
刑事課の若手刑事。
畠山 秀行
演 - 神保悟志
刑事課長。
小池 夏音
演 - 松原夏海
刑事課。

### 警視庁
第1シリーズ
村瀬 義行
演 - モロ師岡
警視庁捜査一課 理事官。
貝谷 洋三
演 - 西村雅彦
警視庁捜査一課 管理官。多岐川事件を単独犯による犯行だと見立てた。

第2シリーズ
近衛 滋
演 - 竹中直人
警視庁捜査一課管理官。多摩川河川敷女性殺人事件を担当する。

### たま多摩新聞
野々山 徳枝
演 - 中村玉緒
たま多摩新聞オーナー。
塚本 ゆかり
演 - 柊子
たま多摩新聞カメラマン。

### シリーズ共通
木戸 昭吾
演 - 平泉成
辰郎の義父。元交番勤務。
石山 のぞみ
演 - 飯沼千恵子
生花店「緑の館」店主（第1シリーズ）→喫茶店「カフェ・ド・ボタニーク」の店員（第2シリーズ）。
羽田 耕作
演 - 河相我聞（第1シリーズ第3・5話、第2シリーズ第1話）
サンセット出版編集者。公平からたま多摩新聞では扱えないからと、多岐川事件の犯罪被害者の特集記事を載せてほしいと頼まれる。

### その他
第1シリーズ
間島 千鶴
演 - 大後寿々花
15年前に発生した未解決強盗殺人事件「多岐川事件」の遺族。事件当時、6歳。祖父・茂二郎と法事で外出している間に、父・義信、母・登美子、祖母・清江を殺害される。3年前に祖父を亡くし、現在は祖父が生前から懇意にしていた男性が営む仲代工務店に事務員として勤めている。事件の3日前に若い男からアイスキャンディを貰ったと証言した。
春雄
演 - 宮下裕治
徳枝の亡き夫の息子。借金があり、徳枝に度々金をせびりに来る。
及川 五郎
演 - ミッキー・カーチス
尾関の行きつけのバーのマスター。
太田 巌
演 - 小野武彦
警備員。多岐川中央署元刑事。定年までの5年間は多岐川事件を担当し、複数犯説を主張したが、受け入れてもらえず、事件は未解決で心残りのまま定年を迎えた。

第2シリーズ
片山 明日子
演 - 栗山千明
三葉出版『週刊レポ』のライター。売上部数を伸ばすためなら憶測まじりの記事でも構わないと考えている。
君塚 瞳
演 - 野村真美
多摩川河川敷で遺体で見つかった女性。39歳。ホテルでは漫画の登場人物「桜井唯」と名乗っていた。
雪乃
演 - 高松咲希
瞳が連れていた子ども。
君塚 文也
瞳の夫。瞳は8年前に家を出て行ったまま音信不通で、子供の存在は知らないと話す。
第3シリーズ
田辺 由美子
根岸季衣

### ゲスト
第1シリーズ
第1話
友美
演 - 大浦千佳
出勤途中にストーカーに襲われそうになったところを、尾関に間一髪助けられる。ストーカーの被害相談を青梅中央署にしていたため、父親が抗議をする。

第2話
山中 正治
演 - ダンカン
元受刑者。傷害で6年半服役し仮釈放、尾関の伝手で遺品整理会社に就職した。
山中 麻奈美
演 - 芳本美代子
山中の妻。事件後、離婚を申し立て調停中。
西尾 香
演 - 今藤洋子

第3話
河原 彩
演 - 東風万智子
「貧困女子を守る会 ラビット」代表。
西村 勇人
演 - 萩野崇
熱帯魚店「ゴールドラッシュ」店長。解散した暴力団「武蔵会」の元メンバー。武蔵会を再結成しようとしているとのタレコミ電話が青梅中央署に入り、刑事課が人手不足のため尾関が調べることになる。
鈴木 夏音
万引きの常習者。保育園児の娘がいる。万引きで捕まった際に西村に身元引受人を頼む。

第4話
松川 健一
演 - 羽場裕一
再就職活動中の元エリート商社マン。前の客がタクシーに忘れていった金を着服してしまう。別居中の妻・エリコは元クラブ歌手だったが、現在は弁当店でパートをしている。
八木沼
演 - ホリベン
外国人ホステスの斡旋業をしている。酔って、タクシーに1000万円近い現金が入ったセカンドバッグを忘れていってしまう。
斎木 正孝
情報提供者（茅島成美）によって、白骨遺体の復顔似顔絵に似ていると情報が寄せられた男。

第5話
衛藤 真樹矢（第6話）
演 - 山内秀一
斎木殺害の重要参考人。多岐川事件の共犯者と推定されたが、物証がないことから、捜査本部はあくまで斎木殺しの容疑者のみとして扱った。東日本大震災の身元不明遺体の指紋と一致した。

第6話
塚越 里美（旧姓：杉田）
演 - 遊井亮子
衛藤と一時期同居していた元恋人。

第2シリーズ
第1話
前川 宏樹
演 - 若林豪
尾関の先輩刑事。新米時代の尾関に刑事としての基礎を叩き込んだ恩師。故人。
前川 静江
演 - 黒田福美
前川の妻。

## スタッフ
- 作 - 金子成人（第1シリーズ）、大川俊道（第1シリーズ）、高橋美幸、是安彌生（第2シリーズ）
- 原案 - 金子成人（第2、3シリーズ）
- 演出 - 藤井裕也（日テレアックスオン）、村田忍、初山恭洋（第2シリーズ）
- 音楽 - 中野雅子
- 演奏 - Mako's Party
- 主題歌
  - リフレクト・リフレイン「愛は止められない」（第1シリーズ）
  - Anna「ひとりの世界」（第2シリーズ）
  - Anna「初恋のワルツ」（第3シリーズ）
- 制作統括 - 篠原圭（NHK）（第1、2シリーズ）、管原浩（第3シリーズ）、藤田裕一（Robby Pictures）
- 撮影 - 川口次男
- 照明 - 海保栄吉
- 音声 - 桜井秀一
- 美術 - 黒田享大
- 装飾 - 斉藤智昭
- 小道具 - 田村篤司
- ラインプロデューサー - 伊藤学
- 制作著作 - NHK、Robby Pictures

## 放送日程
第1シリーズ
| 話数   | 放送日  | サブタイトル | 演出     | 作       |
| ------ | ------- | ------------ | -------- | -------- |
| 第一話 | 2月25日 | 再会         | 藤井裕也 | 金子成人 |
| 第二話 | 3月03日 | 裏切り       | 藤井裕也 | 大川俊道 |
| 第三話 | 3月10日 | 疑惑         | 村田忍   | 高橋美幸 |
| 第四話 | 3月17日 | 追憶         | 村田忍   | 大川俊道 |
| 第五話 | 3月24日 | 再燃         | 藤井裕也 | 高椅美幸 |
| 第六話 | 3月31日 | 25年         | 藤井裕也 | 金子成人 |

第2シリーズ
| 話数   | 放送日  | サブタイトル | 演出     | 作       | 備考                        |
| ------ | ------- | ------------ | -------- | -------- | --------------------------- |
| 第一話 | 5月28日 | 新人         | 藤井裕也 |          |                             |
| 第二話 | 6月04日 | 運命         | 金子成人 | 高橋美幸 |                             |
| 第三話 | 6月11日 | 記憶         |          |          |                             |
| 第四話 | 6月18日 | 決意         |          |          |                             |
| 第五話 | 6月25日 | 罪           |          |          |                             |
| 最終話 | 7月02日 | 慟哭         |          |          | 89分拡大版（22:00 - 23:29） |

第3シリーズ
| 話数   | 放送日   | サブタイトル | 演出     |
| ------ | -------- | ------------ | -------- |
| 第一話 | 12月02日 | 嘘           | 藤井裕也 |
| 第二話 | 12月09日 | 罠           | 村田忍   |
| 第三話 | 12月16日 | 恋           | 村田忍   |
| 最終話 | 12月23日 | 傷           | 藤井裕也 |